# La Bataille de Noël
La Bataille de Noël (France) ou Lard de la guerre (Québec) (The Fight Before Christmas) est le 8e épisode de la saison 22 de la série télévisée Les Simpson.

## Synopsis
L'épisode est la succession de quatre histoires, chacune un rêve de l'un des membres de la famille au sujet de Noël.
1. Bart attend le père Noël avec un fusil à pompe à air comprimé car il n'a toujours pas reçu le VTT qu'il a commandé. Il rêve qu'il prend un train volant, le Pôle Express qui le mène au Pôle Nord. Mais avant de pouvoir rencontrer le père Noël, il doit gravir les échelons de l'entreprise car le père Noël ne reçoit que les elfes cadres supérieurs.
2. Le rêve de Lisa transpose la famille dans les années 40, pendant la Seconde Guerre mondiale ; Marge est au front et Homer ramène un sapin de Noël mais Lisa ne le veut pas parce que Marge a été enrôlée par l'Armée un an plus tôt à Noël. Mais Lisa croise le vendeur de sapin de Noël de l'année précédente et celui-ci lui offre le sapin que Marge avait choisi. Enfin, on voit Marge en France dans un cinéma avec Hitler et tous ses « conseillers » en train de regarder un film avec Dumbo avant que Marge ne mette le feu au cinéma et tue Hitler.
3. Devant la déception qu'aucun membre de la famille ne partage l'esprit de Noël (Homer préfère regarder une rediffusion de match de football plutôt qu'aider Marge à décorer, Bart veut tirer sur le père Noël, Lisa estime que couper un sapin pour le décorer est un crime), Marge écrit à la seule personne qu'elle estime capable de sauver Noël : Martha Stewart. Celle-ci, touchée par la lettre de Marge, rend visite au Simpson et transforme la maison et la famille pour Noël.
4. La dernière histoire est le rêve de Maggie, endormie dans son berceau avec un DVD d'un épisode spécial Noël des « Fluppets ». Toute cette partie est interprétée par de véritables marionnettes façon Le Muppet Show, avec Katy Perry en guest star qui participe à l'épisode exceptionnellement en chair et en os.

## Invités
- Martha Stewart : elle-même (VF : Régine Teyssot)
- Katy Perry : elle-même (VF : Joëlle Guigui)

## Audience américaine
Lors de sa première diffusion, l'épisode a attiré 9,6 millions de téléspectateurs.